# Mohamed Camara (regisseur)
Mohamed Camara (Conakry, 1959) is een uit Guinee afkomstige regisseur en acteur, woonachtig in Frankrijk. Hij studeerde aan de Atelier Blanche Salant in Parijs. Hij doorbrak taboes in zijn films met controversiële onderwerpen als incest (Denko), zelfmoord bij kinderen (Minka) en homoseksualiteit (Dakan). Het in 1997 verschenen Dakan wordt ook wel genoemd als de eerste film over homoseksualiteit geregisseerd door een zwarte Afrikaan.
Camara won verschillende internationale prijzen voor zijn films, waaronder de Grand Jury Award for Outstanding Foreign Narrative Feature bij het L.A. Outfest voor zijn film Dakan.

## Filmografie

### Acteur
| Jaar | Film                |
| ---- | ------------------- |
| 1988 | The House of Smiles |
| 1994 | Neuf mois           |
| 1997 | 100% Arabic         |

### Regisseur
| Jaar | Film  |
| ---- | ----- |
| 1993 | Denko |
| 1994 | Minka |
| 1997 | Dakan |